# Plac Wyzwolenia w Katowicach
Plac Wyzwolenia w Katowicach – plac położony w katowickiej dzielnicy Janów-Nikiszowiec, powstały około 1907–1908 roku. Jest to centralny plac historycznego założenia urbanistycznego osiedla patronackiego Nikiszowiec, popularnie nazywany rynkiem nikiszowieckim. Z placem sąsiaduje skwer Emila i Georga Zillmannów.

## Historia
Plac powstał wraz z budową osiedla Nikiszowiec, rozpoczętą w 1907 roku, zgodnie z założeniem projektantów – Georga i Emila Zillmannów. Jego południowo-wschodnią część miał zamykać budynek kościoła parafialnego. Do 1921 roku nosił nazwę Kirchplatz, od 1921 roku – plac Kościelny (od 1926 jako plac Marszałka Józefa Piłsudskiego). W budynku mieszkalnym przy placu znajdował się konsum – restauracja z szynkiem i salą widowiskową. W 1914 roku na centralnym placu rozpoczęto budowę kościoła, jednak prace przerwała I wojna światowa. Ukończono go dopiero w 1927 roku.
W latach niemieckiej okupacji Polski (1939–1945) plac nosił nazwę Kirchplatz, natomiast od 1945 roku funkcjonuje obecna nazwa. W latach 1952–1962 w budynku przy placu Wyzwolenia funkcjonowała świetlica zakładowa, prowadząca działalność kulturalno-oświatową.
W 2010 roku plac zmodernizowano. Został wyłączony z ruchu kołowego dla samochodów, przejeżdżają natomiast przez niego autobusy ZTM (zlokalizowany jest tu przystanek Nikiszowiec Kościół). Na placu ułożono granitową kostkę w miejsce stuletniej kostki brukowej, znajdującej się wcześniej pod asfaltem. W 2011 roku Nikiszowiec został uznany za pomnik historii. Upamiętnia to tablica na fasadzie jednego z budynków przy placu Wyzwolenia.

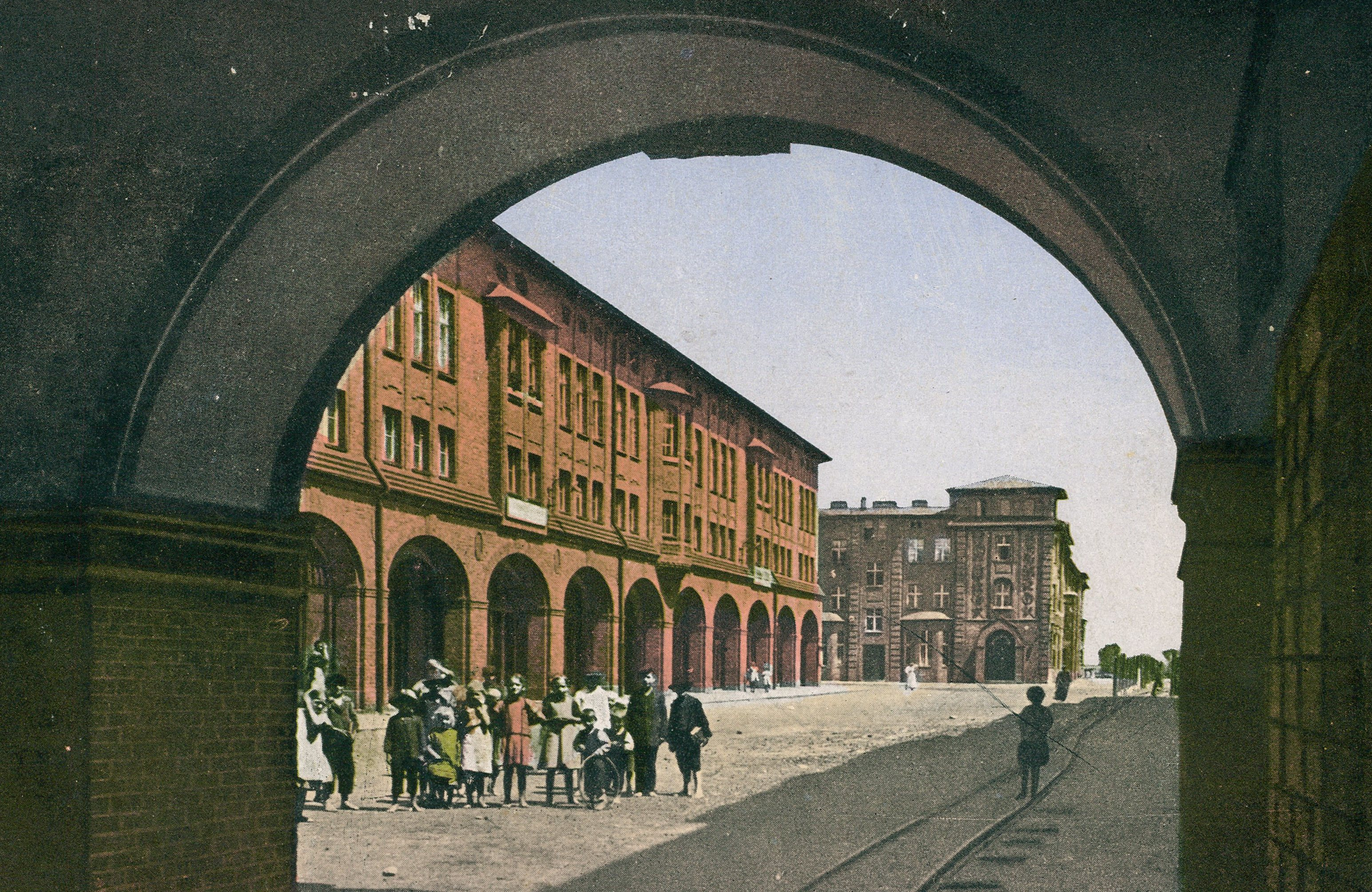
Plac Wyzwolenia w 1912 roku
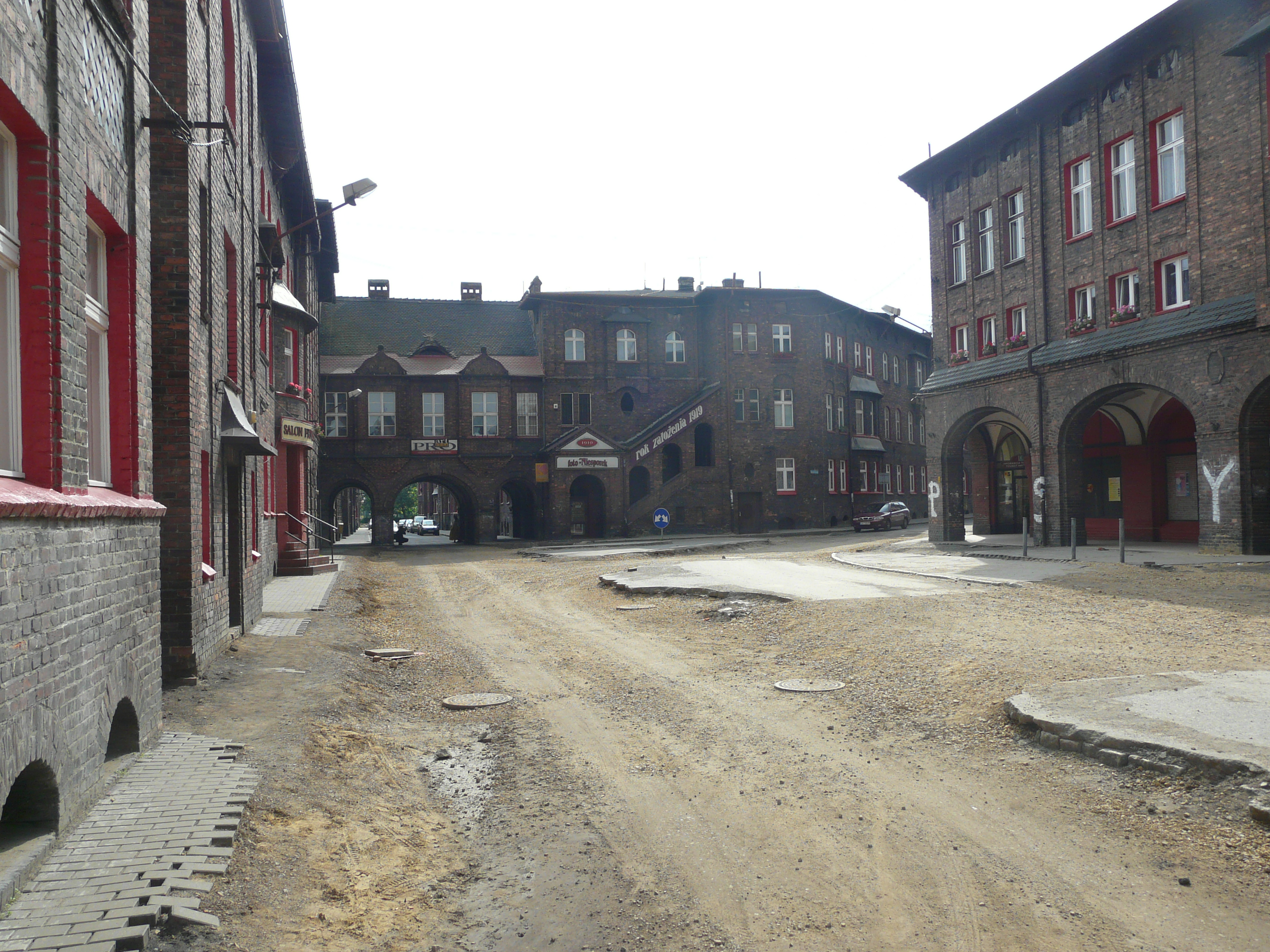
Plac Wyzwolenia w trakcie trwającej modernizacji w czerwcu 2010 roku
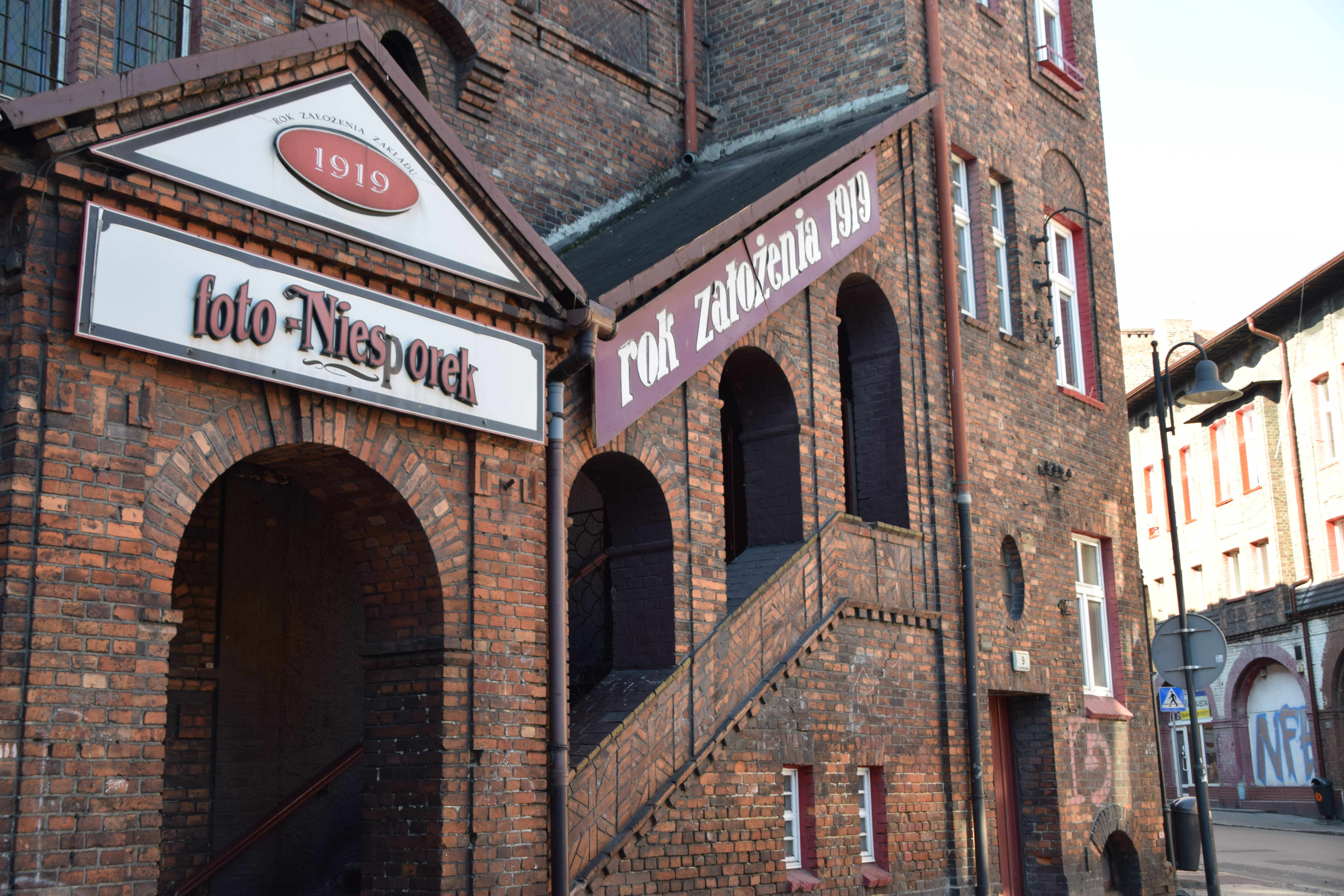
Zakład fotograficzny Niesporek, działający przy placu Wyzwolenia w latach 1919-2014

## Obiekty zabytkowe

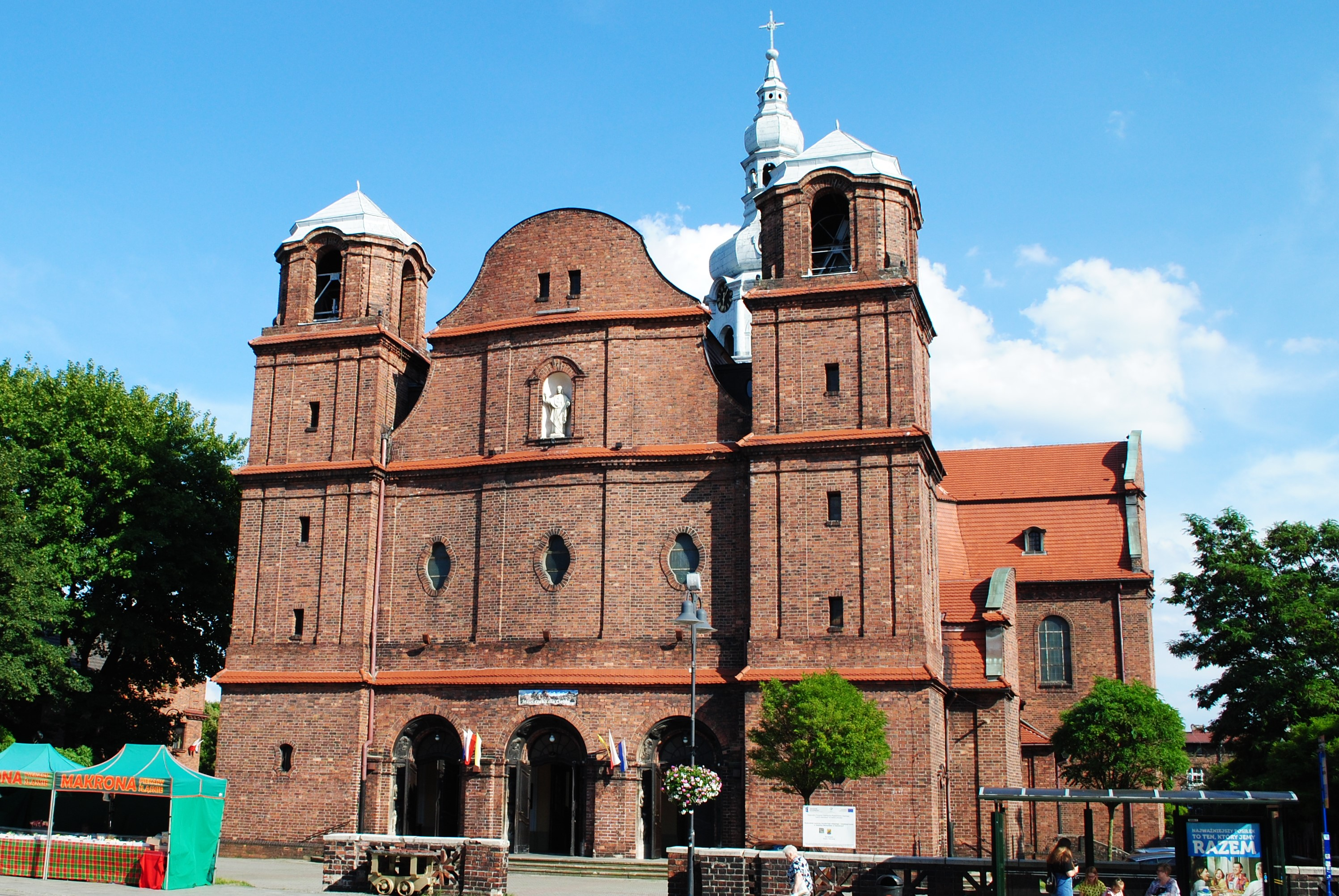
Kościół św. Anny przy pl. Wyzwolenia; na pierwszym planie przystanek autobusowy ZTM

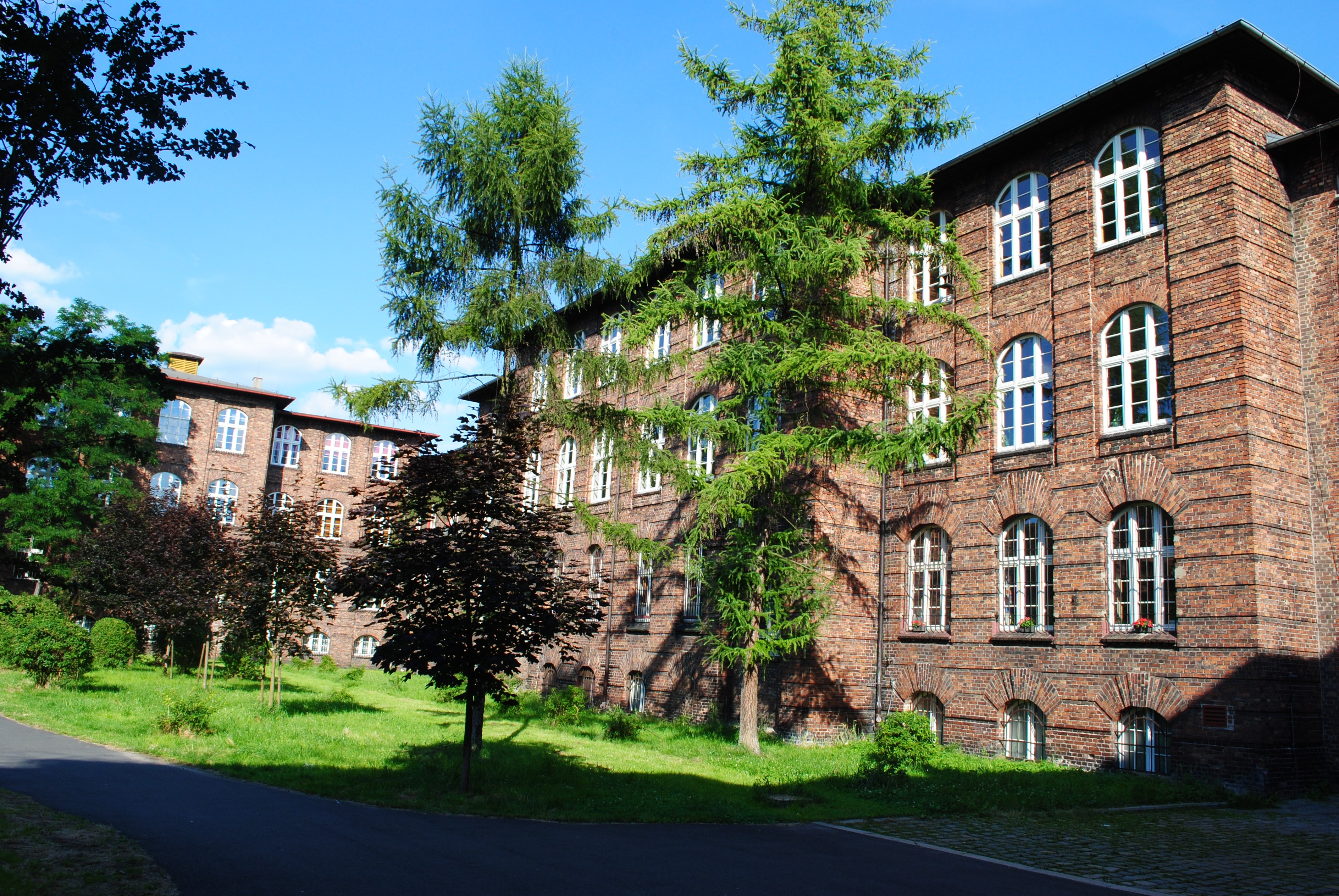
Szkoła Podstawowa nr 53 przy pl. Wyzwolenia 18

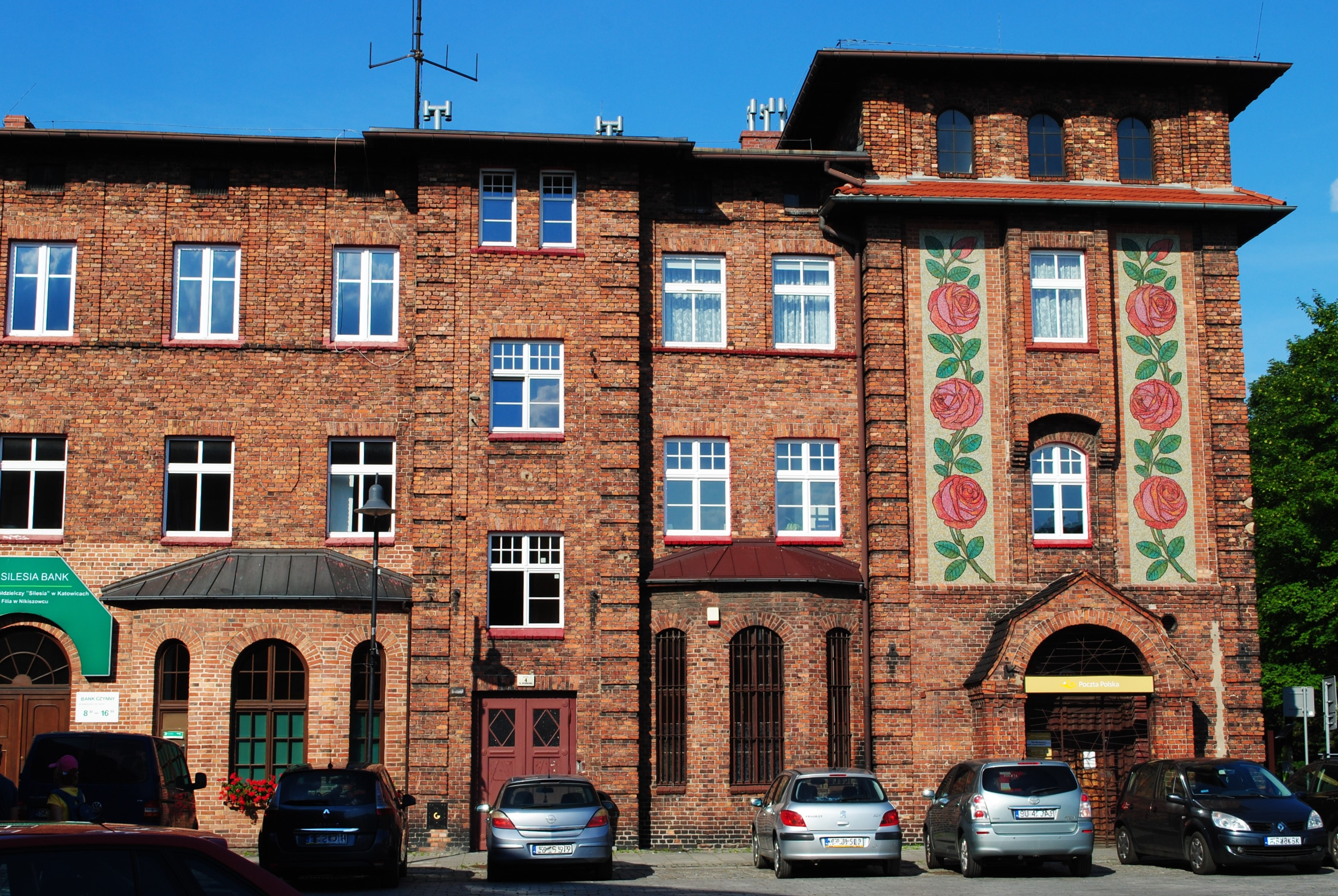
Fragment bloku II, w którym mieści się agencja pocztowa

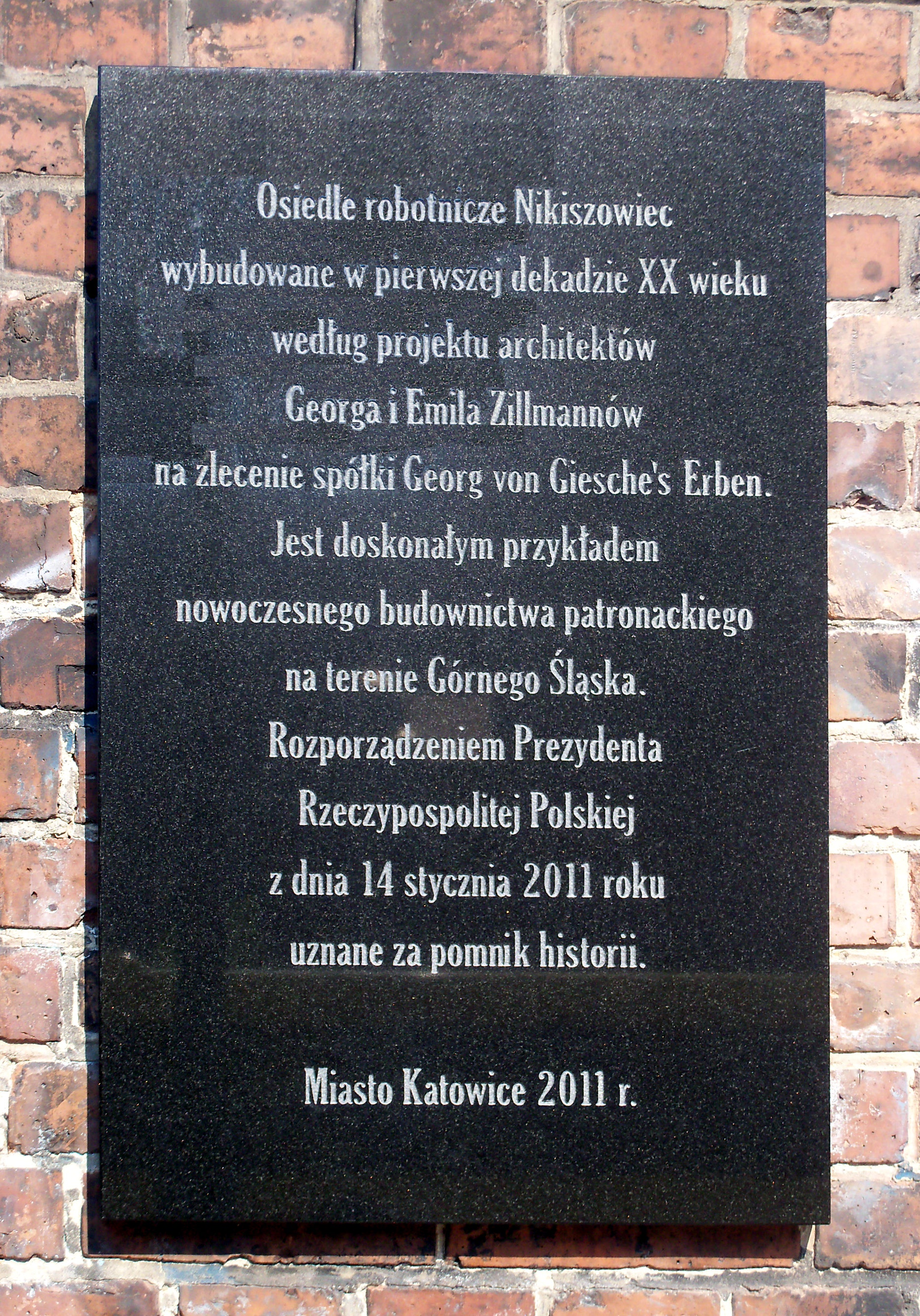
Tablica upamiętniająca uznanie Nikiszowca za pomnik historii

Plac sąsiaduje z neobarokowym kościołem pw. św. Anny. Przy placu zlokalizowane są także budynki mieszkalne i usługowe, posiadające charakterystyczne podcienia. Plac to niewielki trójkątny ryneczek osiedla, przy którym ulokowano szereg obiektów użyteczności publicznej.
19 sierpnia 1978 roku osiedle robotnicze Nikiszowiec wpisano do rejestru zabytków (nr rej.: A/1230/78). Granice ochrony obejmują cały układ przestrzenny osiedla między ulicami: Szopienicką, Zofii Nałkowskiej, torami kolejowymi i ulicą Giszowiecką oraz zespół zabudowań dawnego szpitala wraz z najbliższym otoczeniem (ulice: księdza Ficka, Giszowiecka, Odrowążów, Czechowa, Janowska, św. Anny, Garbarska, Rymarska, Zofii Nałkowskiej, Szopienicka, plac Wyzwolenia).
Obiekty zabytkowe, znajdujące się przy placu Wyzwolenia, pochodzące z lat 1908–1918:
- budynki mieszkalne (pl. Wyzwolenia 1–16),
- zespół budynków szkolnych (pl. Wyzwolenia 17–19)[26],
- kościół św. Anny z plebanią (pl. Wyzwolenia 21)[27].

W 2017 odnowiono charakterystyczne róże na fasadzie budynku przy pl. Wyzwolenia 4.

## Instytucje
Przy placu swoją siedzibę mają m.in. (stan na listopad 2020 roku): parafia św. Anny w Katowicach-Janowie (pl. Wyzwolenia 21), Szkoła Podstawowa nr 53 (pl. Wyzwolenia 18), Urząd Pocztowy Katowice 16 (pl. Wyzwolenia 4), firmy handlowo-usługowe oraz ośrodek szkolenia kierowców.